# Elezioni regionali in Lombardia del 1980
Le elezioni regionali in Lombardia del 1980 si tennero l'8-9 giugno.

## Risultati elettorali
| Liste                                                  | Voti      | %     | Seggi |
| ------------------------------------------------------ | --------- | ----- | ----- |
| Democrazia Cristiana (DC)                              | 2.240.861 | 38,86 | 34    |
| Partito Comunista Italiano (PCI)                       | 1.623.352 | 28,15 | 23    |
| Partito Socialista Italiano (PSI)                      | 834.111   | 14,46 | 11    |
| Partito Socialista Democratico Italiano (PSDI)         | 260.611   | 4,52  | 3     |
| Movimento Sociale Italiano - Destra Nazionale (MSI-DN) | 251.745   | 4,37  | 3     |
| Partito Liberale Italiano (PLI)                        | 197.301   | 3,42  | 2     |
| Partito Repubblicano Italiano (PRI)                    | 152.605   | 2,65  | 2     |
| Democrazia Proletaria (DP)                             | 96.882    | 1,68  | 1     |
| Partito di Unità Proletaria per il Comunismo (PdUP)    | 86.631    | 1,50  | 1     |
| Partito Cristiano di Azione Sociale                    | 22.769    | 0,39  | -     |
| Totale                                                 | 5.766.868 |       | 80    |

| Riepilogo dei seggi | Riepilogo dei seggi | Riepilogo dei seggi | Riepilogo dei seggi | Riepilogo dei seggi | Riepilogo dei seggi | Riepilogo dei seggi |
| ------------------- | ------------------- | ------------------- | ------------------- | ------------------- | ------------------- | ------------------- |
|                     |                     |                     |                     |                     |                     |                     |
| DP                  | 1                   | ▼ 1                 |                     | PdUP                | 1                   | Nuovo               |
| PCI                 | 23                  | ▼ 2                 |                     | PSI                 | 11                  | ━                   |
| PSDI                | 3                   | ━                   |                     | PRI                 | 2                   | ━                   |
| DC                  | 34                  | ▲ 2                 |                     | PLI                 | 2                   | ━                   |
| MSI-DN              | 3                   | ━                   |                     |                     |                     |                     |

## Consiglieri eletti
| Collegio | Lista                                         | Eletto                      |
| -------- | --------------------------------------------- | --------------------------- |
| Milano   | Democrazia Cristiana                          | Maria Paola Colombo Svevo   |
|          | Democrazia Cristiana                          | Antonio Simone              |
|          | Democrazia Cristiana                          | Nino Pisoni                 |
|          | Democrazia Cristiana                          | Vittorio Rivolta            |
|          | Democrazia Cristiana                          | Enrico De Mita              |
|          | Democrazia Cristiana                          | Giovanni Verga              |
|          | Democrazia Cristiana                          | Sergio Cazzaniga            |
|          | Democrazia Cristiana                          | Enrico Verga                |
|          | Democrazia Cristiana                          | Piervirgilio Ortolani       |
|          | Democrazia Cristiana                          | Filippo Hazon               |
|          | Democrazia Cristiana                          | Luigi Baruffi               |
|          | Democrazia Cristiana                          | Benito Perrone              |
|          | Partito Comunista Italiano                    | Gianni Cervetti             |
|          | Partito Comunista Italiano                    | Carlo Smuraglia             |
|          | Partito Comunista Italiano                    | Vittorio Korach             |
|          | Partito Comunista Italiano                    | Daniela Benelli             |
|          | Partito Comunista Italiano                    | Lauro Casadio               |
|          | Partito Comunista Italiano                    | Goffredo Andreini           |
|          | Partito Comunista Italiano                    | Natale Contini              |
|          | Partito Comunista Italiano                    | Fabio Sereni                |
|          | Partito Comunista Italiano                    | Gianna Senesi               |
|          | Partito Comunista Italiano                    | Filippo Zaffaroni           |
|          | Partito Comunista Italiano                    | Alfonso Sangiovanni         |
|          | Partito Socialista Italiano                   | Paolo Pillitteri            |
|          | Partito Socialista Italiano                   | Renzo Peruzzotti            |
|          | Partito Socialista Italiano                   | Oreste Lodigiani            |
|          | Partito Socialista Italiano                   | Luigi Vertemati             |
|          | Partito Socialista Italiano                   | Gianni D'Alfonso            |
|          | Partito Socialista Italiano                   | Maurizio Ricotti            |
|          | Movimento Sociale Italiano - Destra Nazionale | Enzo Leoni                  |
|          | Movimento Sociale Italiano - Destra Nazionale | Benito Bollati              |
|          | Partito Socialista Democratico Italiano       | Remo Bozzi                  |
|          | Partito Socialista Democratico Italiano       | Orazio Picciotto Crisafulli |
|          | Partito Liberale Italiano                     | Guido Sasso                 |
|          | Partito Liberale Italiano                     | Armando Frumento            |
|          | Partito Repubblicano Italiano                 | Fabio Semenza               |
|          | Partito Repubblicano Italiano                 | Luciano Forcellini          |
|          | Democrazia Proletaria                         | Emilio Molinari             |
|          | Partito di Unità Proletaria                   | Luciana Castellina          |
| Bergamo  | Democrazia Cristiana                          | Franco Massi                |
|          | Democrazia Cristiana                          | Giovanni Ruffini            |
|          | Democrazia Cristiana                          | Leonardo Rampa              |
|          | Democrazia Cristiana                          | Alberto Galli               |
|          | Democrazia Cristiana                          | Ferruccio Gusmini           |
|          | Partito Comunista Italiano                    | Luigi Marchi                |
|          | Partito Comunista Italiano                    | Riccardo Bernardi           |
|          | Partito Socialista Italiano                   | Bruno Pievani               |
| Brescia  | Democrazia Cristiana                          | Alessandro Fontana          |
|          | Democrazia Cristiana                          | Vittorio Sora               |
|          | Democrazia Cristiana                          | Mario Fappani               |
|          | Democrazia Cristiana                          | Guido Vitale                |
|          | Democrazia Cristiana                          | Emidio Ettore Isacchini     |
|          | Partito Comunista Italiano                    | Adelio Terraroli            |
|          | Partito Comunista Italiano                    | Manuela Vespa               |
|          | Partito Socialista Italiano                   | Sergio Moroni               |
|          | Partito Socialista Democratico Italiano       | Andrea Cavalli              |
|          | Movimento Sociale Italiano - Destra Nazionale | Umberto Scaroni             |
| Como     | Democrazia Cristiana                          | Giuseppe Guzzetti           |
|          | Democrazia Cristiana                          | Felice Bernasconi           |
|          | Democrazia Cristiana                          | Domenico Galbiati           |
|          | Partito Comunista Italiano                    | Emilio Russo                |
|          | Partito Comunista Italiano                    | Luigi Marchi                |
|          | Partito Socialista Italiano                   | Renato Tacconi              |
| Cremona  | Democrazia Cristiana                          | Ernesto Vercesi             |
|          | Democrazia Cristiana                          | Camillo Lucchi              |
|          | Partito Comunista Italiano                    | Evelino Abeni               |
| Mantova  | Partito Comunista Italiano                    | Enrico De Angeli            |
|          | Democrazia Cristiana                          | Giancarlo Siena             |
| Pavia    | Partito Comunista Italiano                    | Alberto Semeraro            |
|          | Partito Comunista Italiano                    | Franco Pozzi                |
|          | Democrazia Cristiana                          | Giancarlo Abelli            |
|          | Democrazia Cristiana                          | Giacomo Stoppini            |
|          | Partito Socialista Italiano                   | Elio Veltri                 |
| Sondrio  | Democrazia Cristiana                          | Antonio Muffatti            |
| Varese   | Democrazia Cristiana                          | Giuseppe Adamoli            |
|          | Democrazia Cristiana                          | Giannino Turri              |
|          | Democrazia Cristiana                          | Vittorio Caldiroli          |
|          | Partito Comunista Italiano                    | Angelo Chiesa               |
|          | Partito Comunista Italiano                    | Liberto Losa                |
|          | Partito Socialista Italiano                   | Sergio Marvelli             |